# Gerrit de Stotteraar
Gerrit Blom (Amsterdam, 20 januari 1920 - onbekend (ca. 2003)), beter bekend als Gerrit de Stotteraar,  was een Nederlandse crimineel en in- en uitbreker. Vooral in de jaren 50 tot 70 was hij berucht vanwege zijn veelvuldige inbraken en insluipingen bij arme Amsterdammers, onverbeterlijk gedrag en verschillende ontsnappingen uit gevangenissen, huizen van bewaring en politiebureaus.
Reeds voor de jaren 50 was hij zeer actief. Zo ontsnapte hij in 1949 voor de vierde maal, deze keer uit een  gevangenis in Utrecht. Rond die tijd kwam er een verandering in het Nederlandse gevangenisregime tot stand waarin over werd gegaan van eenzame opsluiting naar een detentietijd die gericht was op resocialisatie met meer bewegingsvrijheid. In dit klimaat slaagde deze stotterende crimineel meermaals uit te breken.
Hagar Peeters schreef een doctoraalscriptie over Gerrit de Stotteraar. Gied Jaspars en Wim T. Schippers wijdden het lied Ik ben Gerrit aan hem. Het lied werd gezongen door Gerrit Dekzeil.

## Publicaties
- Hagar Peeters: Gerrit de Stotteraar. Biografie van een boef. Amsterdam, Podium, 2002. ISBN 90-5759-104-9 (2e herziene druk: De Bezige Bij, 2016. ISBN 978-90-234-9715-8 )